# Henryk Seroka
Henryk Seroka – były pracownik naukowy Uniwersytetu Marii Curie-Skłodowskiej w Lublinie, doktor habilitowany (praca habilitacyjna: Problemy heraldyki samorządowej w Polsce), autor pracy na temat herbów i pieczęci miast Małopolski i wielu publikacji oraz ekspertyz heraldycznych. Specjalizuje się w badaniach nad heraldyką polską i dyscyplinami pokrewnymi, łącząc badania nad heraldyką historyczną z jej rozwojem i współczesnymi zastosowaniami.
Henryk Seroka jest autorem licznych pozycji książkowych między innymi o herbach miast małopolskich, heraldyce samorządowej i jej problemach, herbie miasta Radomia, chorągwiach miejskich w przedrozbiorowej Polsce, dziejach herbu Szydłowca, jego pieczęci i flagi, heraldyce nobilitacji Zygmunta Starego. Jest członkiem Zarządu Głównego Polskiego Towarzystwa Heraldycznego.
W latach 2000–2010 był członkiem Komisji Heraldycznej przy Ministerstwie Spraw Wewnętrznych i Administracji, w której w latach 2007-2008 sprawował obowiązki jej przewodniczącego. W roku 2015 powrócił do składu Komisji Heraldycznej, wskazany przez Ministra Kultury i Dziedzictwa Narodowego. Jako członek Komisji Heraldycznej, opiniujący wzory symboli samorządowych w ramach ustawowej procedury organu opiniodawczo-doradczego Ministra SWiA, para się jednocześnie prywatną praktyką projektowania herbów samorządowych. Od 2021 roku projekty symboli samorządowych realizuje w ramach indywidualnej działalności gospodarczej, zarejestrowaną w bazie przedsiębiorców CEIDG.
Herbami autorstwa Henryka Seroki są m.in.:
- herb Janowa Lubelskiego[7]
- herb gminy Abramów[8]
- herb gminy Bałtów[9]
- herb gminy Uhlówek[10]
- herb gminy Tyrawa Wołoska[11]
- herb gminy Kamionka[12]
- herb gminy Łaszczów[13]
- herb gminy Sermiki[14]
- herb gminy Wyszki[15]
- herb gminy Biszcza[16]
- herb miasta i gminy Skalbmierz[17]
- herb miasta Sandomierza[18]
- herb miasta Łuków[19]
- herb powiatu bielskiego[20]
- herb powiatu lubartowskiego[21]

W zakresie projektowania plastycznego wzorów symboli samorządowych z Henrykiem Seroką współpracował artysta plastyk Dariusz Dessauer, ks. dr Paweł Dudziński oraz artysta-plastyk Lech Karczewski.